# Alpha Sports Productions

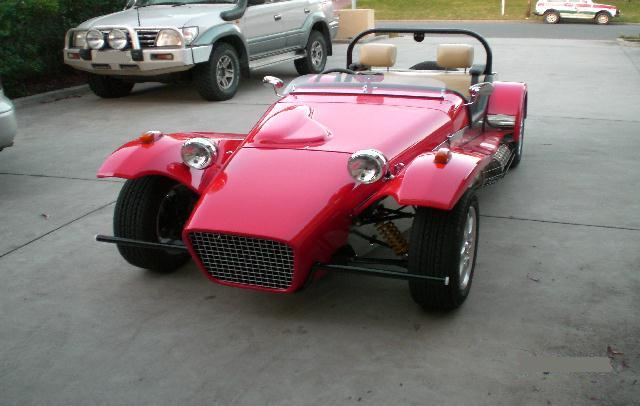
ASP

Alpha Sports Productions war ein australischer Hersteller von Automobilen.

## Unternehmensgeschichte
Das Unternehmen aus Adelaide begann 1963 unter Leitung von Ray Lewis und Herrn Ivy mit der Produktion von Rennwagen. Zwischen 1973 und 1975 entstanden auch straßenzugelassene Automobile. Der Markenname lautete ASP. Insgesamt entstanden etwa 40 Straßenfahrzeuge.

## Fahrzeuge
Die Modelle 330 und 340 waren Rennwagen. Der 310 erschien 1973. Rory Thompson war an der Konstruktion beteiligt. Die Basis bildete ein Rohrrahmen. Ein Vierzylindermotor vom Toyota Corolla mit 1166 cm³ Hubraum trieb das Fahrzeug an. Alternativ stand ein Motor vom Ford Cortina zur Verfügung. Das Getriebe kam ebenfalls vom Toyota Corolla, die vordere Radaufhängung vom Triumph Herald und die Lenkung vom Morris Minor.